# 演艺船
《演艺船》（Show Boat），又譯《畫舫璇宮》，是一部美国音乐剧，由杰罗姆·科恩作曲，奧斯卡·漢默斯坦二世作词，改编自埃德娜·费伯1926年的同名畅销小说。音乐剧讲述了从1887年到1927年密西西比河演艺船棉花号（Cotton Blossom）上的表演者、工作人员和码头工人的生活，主题为种族偏见和爱情。
这部音乐剧于1927年由小弗洛伦茨·齐格菲尔德制作，具有划时代的意义，和之前没有内涵的轻歌剧、滑稽剧区别开来。它上演后颇受好评，多次重排，但早期并未获奖，直到20世纪末才获得托尼奖最佳重排音乐剧奖（1995年）和劳伦斯·奥利弗奖最佳重排音乐剧奖（1991年）。

## 背景
埃德娜·费伯的小说发表后，杰罗姆·科恩很欣赏它，希望将其改编成音乐剧，并于1926年10月晚上请评论家亚历山大·伍尔科特将他介绍给了费伯。
费伯一开始对改编的想法表示不解。在科恩向他保证他不将其改编为20年代典型的轻浮少女气节目后，她表示同意，允许他和奧斯卡·漢默斯坦二世改编。在创作了大部分的第一幕歌曲后，科恩和汉默斯坦让小弗洛伦茨·齐格菲尔德试听，希望他担任制作人。齐格菲尔德对这部剧印象深刻，同意制作，并在第二天写道：“这是我有幸得到的最好音乐喜剧 ”。
尽管齐格菲尔德本打算将《演艺船》当成其新剧院齐格菲尔德剧院的开幕剧，但剧本排练花了大多时间，而且对其严肃基调也不放心，于是换了《Rio Rita》做开幕剧。

## 剧情
这部作品最早演出需要四个半小时，百老汇上演时改为三个多小时。后世不同版本中，也有不少歌曲遭到删减。
第一幕
1887年， 棉花号（Cotton Blossom）演艺船抵达密西西比州纳奇兹的码头。安迪·霍克斯船长（Cap'n Andy Hawks）向堤坝上的人群介绍他的演员。剧团里的史蒂夫·贝克（Steve Baker）和皮特（Pete）发生斗殴，原因是皮特调戏史蒂夫的妻子朱莉·拉凡纳（Julie La Verne）。史蒂夫获胜，皮特发誓要报仇，暗示他知道朱莉的一个秘密。安迪船长向震惊的人群表示这场斗殴其实是预演。
晚上排练时，皮特和警长一起回来，说朱莉其实是穆拉托人，而当地法律禁止异族通婚。但史蒂夫告诉警长，他身上也有黑人血统 ，所以他们的婚姻在密西西比州是合法的。这对夫妇逃脱了异族通婚的指控，但他们仍然不得不离开演艺船，因为黑人不能为白人观众表演。
船长的女儿马格诺利娅·霍克斯（Magnolia Hawks）爱上了赌徒盖洛德·拉文纳尔（Gaylord Ravenal），询问过黑人装卸工乔（Joe）和朱莉的建议，虽然遭到朱莉警告，但仍然选择结婚。
第二幕
六年后，马格诺利娅和盖洛德移居芝加哥，一开始盖洛德赌博获得一些收入，还生了个女儿金（Kim），但后来还是破产了，盖洛德自觉颜面无光，抛弃妻女离家出走。马格诺利娅靠唱歌谋生，又遇到被史蒂夫抛弃的朱莉也在找工作，朱莉把工作让给了马格诺利娅，后者不知情。马格诺利娅靠唱歌出名，她的女儿金后来也成了大明星。
20多年过去后，马格诺利娅和金回到演艺船，盖洛德也到场，两人重归于好。

## 曲目
| 第一幕 - "Cotton Blossom" - "Where's the Mate for Me?" - "Make Believe" - "Ol' Man River" - "Can't Help Lovin' Dat Man" - "Life Upon the Wicked Stage" - "Till Good Luck Comes My Way" - "Ol' Man River"（重复） - "I Might Fall Back on You" - "C'mon Folks (Queenie's Ballyhoo)" - "Olio Dance" - "You Are Love" - Act I "Finale (Wedding Scene)" | 第二幕 - "At the Fair" - "Dandies on Parade" - "Why Do I Love You?" - "In Dahomey" - "Bill" - "Can't Help Lovin' Dat Man"（重复） - "Nuns' Processional" - "Make Believe"（重复） - "Goodbye, My Lady Love" - "After the Ball" - "Ol' Man River"（重复） - "Hey, Feller" - "You Are Love"（重复） - "Why Do I Love You?"（重复） - "Finale Ultimo (Ol' Man River)" |

## 历史

### 1927年原版

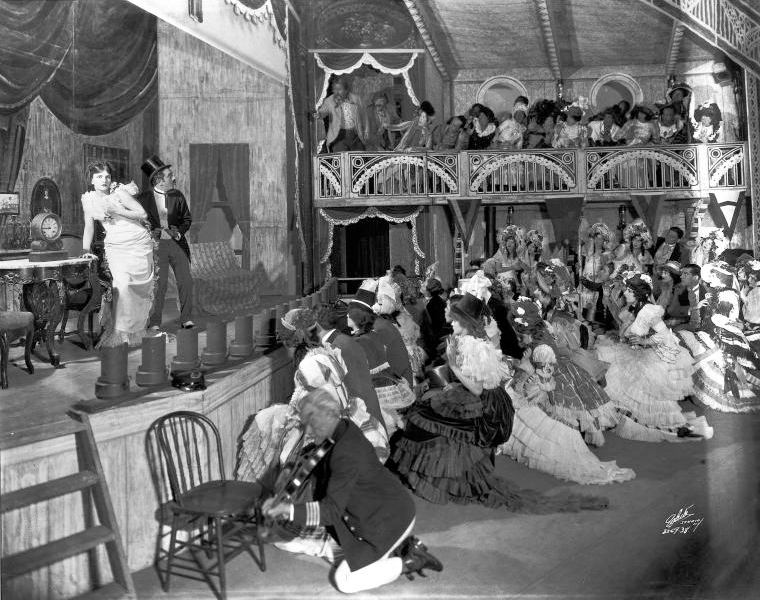
百老汇上演时的场景

在百老汇上演之前，齐格菲尔德在1927年11月15日至12月19日对此剧进行预演，地点包括华盛顿特区的国家剧院、匹兹堡的尼克松剧院、克利夫兰的俄亥俄剧院和费城的厄兰格剧院。1927年12月27日，它在百老汇齐格菲尔德剧院上演，共上演572场。
该剧由奥斯卡·汉默斯坦执导，管弦乐编曲家是罗伯特·拉塞尔·贝内特，指挥是维克多·巴拉瓦莱。布景设计由约瑟夫·厄本完成，他曾与齐格菲尔德在齐格菲富丽秀上合作多年。
上演时，爱金生在纽约时报给予了极高的赞誉。

### 重排
原版作品于1929年在齐格菲剧院停演后，进行了长期巡演。1932年，齐格菲尔德也在百老汇赌场剧院重排本作，沿用了大部分原班人马，只有乔（改用保罗·罗伯森）等少数更换。
1946年，杰罗姆·科恩和奥斯卡·汉默斯坦二世在齐格菲尔德剧院用新歌重排该戏，演出了418场。
1948年、1954年、1966年、1982年、1989年、1993年等时间，《演艺船》又在北美多次重排。
1928年5月3日，原版《演艺船》在伦敦特鲁里巷皇家剧院首演，后来又在1971年、1989年、1990年、1998年重排。

## 改编
1929年、1936年、1951年，它多次改编为电影。1946年的《乱云飞渡》中也有15分钟的《演艺船》画面。此外，它也被多次改编成广播剧。

## 争议
它是第一部黑人和白人演员同台献唱的音乐剧，也是第一部认真描绘跨种族婚姻百老汇音乐剧。
《演艺船》开幕歌词便出现了“nigger”一词：
Niggers all work on the Mississippi,
Niggers all work while the white folks play.
后来重排的作品，这个词被改为“colored folk”（有色人）、“darkies”（黑人）等。1964年民權法案颁布后，1966年林肯表演藝術中心制作的《演艺船》直接略过这部分歌词，1971年伦敦版则直接把歌词改为“Here we all work on the Mississippi”。 
许多评论家认为，科恩和哈默斯坦写这段歌词的目的是以讽刺的方式提醒观众注意种族主义，是一首抗争歌，而非歧视黑人。歌词中使用了不少非裔美国人白话英语，如：
Hey!
Where yo' think you're goin'?
Don't yo' know dis show is startin' soon?
Hey!
Jes' a few seats left yere!
It's light inside an' outside dere's no moon
What fo' you gals dressed up dicty?
Where's yo' all gwine?
Tell dose stingy men o' yourn
To step up here in line!
一些评论家认为这是在加强种族刻板印象。
自1927年首演以来，《演艺船》的“种族歧视”质疑就一直存在，甚至导致一些演出被迫取消，内容因此不断删改以图政治正確。